# Brockton Point
Brockton Point es una península localizada en el área portuaria de Vancouver en el extremo oriental del barrio de Stanley Park. Fue nombrado así en honor al ingeniero británico Francis Brockton. En este lugar existe un faro conocido como Brockton Point Lighthouse. 
Parte de la tierra en este punto fue despejada por primera vez en 1865 para construir un aserradero. Debido a las fuertes corrientes alrededor de la punta y a un arrecife en la costa, el Burnaby Shoal, el aserradero fue construido en Gastown y en la punta se construyeron los campos deportivos de los primeros tiempos de Vancouver. El principal campo deportivo, Brockton Oval, ha sido visitado por jugadores de cricket. El cricket y el rugby todavía se juegan allí. 